# Histioteuthis
Histioteuthis es un género de moluscos cefalópodos perteneciente a la familia Histioteuthidae (único género junto con Stigmatoteuthis). En todas las especies el ojo derecho es de tamaño normal, redondo, azul y hendido; mientras que el ojo izquierdo tiene al menos dos veces el diámetro del ojo derecho, es tubular, amarillo verdoso, apunta hacia arriba y protruye fuera de la cabeza. Viven a profundidades entre los 300 a 1000 metros.

## Especies
- Grupos de especies bonnellii 
  - Histioteuthis bonnellii
  - Histioteuthis machrohista

- Grupos de especies reversa 
  - Histioteuthis reversa
  - Histioteuthis atlantica
  - Histioteuthis altaninae

- Grupos de subespecies celetaria 
  - Histioteuthis celetaria celetaria
  - Histioteuthis celetaria pacifica

- Grupos de subespecies corona 
  - Histioteuthis corona corona
  - Histioteuthis corona berryi
  - Histioteuthis corona cerasina
  - Histioteuthis corona inermis

- Grupos de especies miranda 
  - Histioteuthis miranda
  - Histioteuthis oceani

- Grupos de especies meleagroteuthis 
  - Histioteuthis meleagroteuthis
  - Histioteuthis heteropsis

- Género Stigmatoteuthis
  - Stigmatoteuthis hoylei
  - Stigmatoteuthis arcturi
  - Stigmatoteuthis dofleini